# Lepanthes aries
Lepanthes aries är en orkidéart som beskrevs av Carlyle August Luer. Lepanthes aries ingår i släktet Lepanthes och familjen orkidéer. Inga underarter finns listade i Catalogue of Life.